# Raiffeisen Landesbank Südtirol
Die Raiffeisen Landesbank Südtirol AG (Abkürzung RLB, italienisch Cassa Centrale Raiffeisen dell’Alto Adige SpA) ist das Spitzeninstitut der Raiffeisenkassen in Südtirol mit Sitz in Bozen.
Die 39 eigenständigen Raiffeisenkassen (siehe Liste der Raiffeisenkassen in Südtirol) des Landes halten gemeinsam 99,65 % des Gesellschaftskapitals der 1973 in Bozen gegründeten Landesbank.
Die Raiffeisen Landesbank Südtirol AG ist die Bank-Drehscheibe von 39 Südtiroler Raiffeisen. Sie verfügt über ein Langfrist-Rating für Bankeinlagen von „Baa1“ sowie ein Emittenten-Rating „Baa2“ von Moody’s.

## Geschichte
Die Wurzeln der Raiffeisen Landesbank Südtirol finden sich bereits im 19. Jahrhundert – hier eine Übersicht der wichtigsten Ereignisse in der Geschichte und Entwicklung der Raiffeisen Landesbank:
1889 wird der Spar- und Darlehensverein Welschellen im Gadertal (Dolomiten) gegründet.
1895 beginnt die Raiffeisenzentralkasse mit Sitz in Innsbruck ihre Tätigkeit unter der Bezeichnung „Verband der Raiffeisenkassen und landwirtschaftlichen Genossenschaften Deutschtirols“. Mit Ende des Ersten Weltkrieges und der Abtretung Südtirols an Italien 1918/19 endet die institutionelle Verbindung der Raiffeisenkassen Südtirol mit der Raiffeisenzentralkasse in Innsbruck.
1921 erfolgt die Wiedergründung der landwirtschaftlichen Zentralkasse in Bozen und sechs Jahre später, 1927, wird die landwirtschaftlichen Zentralkasse unter politischem Druck des italienischen Faschismus und als Folge schwieriger, wirtschaftlicher Verhältnisse aufgelöst.
1946 wird der Raiffeisenverband und ein paar Jahrzehnte später, im Jahr 1973, die „Raiffeisen Zentrale Südtirol AG“ gegründet, welche 1994 zur „Raiffeisen Landesbank Südtirol AG“ umbenannt wurde.
Am 14. Juni 2019 wird die „Raiffeisen Südtirol IPS Genossenschaft“ gegründet; gemeinsam mit den 39 Raiffeisenkassen wird auch die Raiffeisen Landesbank Südtirol Mitglied der „Raiffeisen Südtirol IPS Genossenschaft“.

## Geschäftsgebiet und Funktion
Sie fördert und koordiniert die Geschäftstätigkeit der 39 Südtiroler Raiffeisenkassen am Kredit- und Finanzmarkt und die damit zusammenhängenden Dienstleistungen durch Beratung und Übernahme von Gemeinschaftsaufgaben im Sinne des Subsidiaritätsprinzips.
Außerdem trägt sie dazu bei, die Position der gesamten Raiffeisen Geldorganisation Südtirols zu festigen und fortzuführen.
Als Zentralinstitut und als Teil der IPS unterstützt die Landesbank die Raiffeisenkassen mit professionellen Fachdienstleistungen.
Als zentrales Bankinstitut steht sie in direkter Verbindung mit ihren institutionellen Geschäftspartnern auf nationaler und internationaler Ebene. In diesem Rahmen ist sie auch als Korrespondenzbank für ausländische Finanzanbieter aktiv.
Gleichzeitig tritt die Raiffeisen Landesbank, in Zusammenarbeit mit den Südtiroler Raiffeisenkassen, auch als eigenständige Leasinggesellschaft auf.
Gemeinsam mit der Walser Raiffeisen Holding eGen (71 %) und der Raiffeisen-Landesbank Tirol AG (12,5 %) ist die Landesbank mit 16,5 % an der grenzüberschreitenden Alpen Privatbank mit Sitz in Riezlern beteiligt.

## Nachhaltigkeit
Seit mehr als 125 Jahren verbindet Raiffeisen wirtschaftlichen Erfolg mit gesellschaftlich verantwortungsvollem Handeln. Nachhaltigkeit ist eines der Grundprinzipien von Raiffeisen und so auch der Raiffeisen Landesbank Südtirol.
In den drei Nachhaltigkeits-Verantwortungsbereichen „Wirtschaft“, „Soziales“ und „Umwelt“, die eng mit der Geschäftstätigkeit verbunden sind, versteht sich die Raiffeisen Landesbank als Gestalter einer nachhaltigen Unternehmensführung und Wirtschaftsentwicklung in ihrem Tätigkeitsgebiet. Sie bringt hier ihre Werte und Kompetenzen bestmöglich zum Einsatz. Erklärtes Ziel ist es, die Nachhaltigkeit im Handeln fest zu verankern und die Nachhaltigkeitswirkung der Geschäftstätigkeit kontinuierlich zu verbessern. Durch konkrete Nachhaltigkeitsinitiativen möchte die Raiffeisen Landesbank das Verständnis und den Wert der Nachhaltigkeit bei den Mitarbeitern, Kunden und der Gemeinschaft stärken.
Dazu gehören die erstmalige Emission eines Green Bonds und eines Sustainability Bonds für Kleinanleger, die Verwendung dieser Emissionserlöse für die Finanzierung von „grünen“ Projekten mit einem messbaren positiven Effekt auf die Umwelt, die Veranstaltung eines Aktionstages für die Mitarbeiter (s.g. RLB-Green Day) und der Ankauf von E-Bikes für die Durchführung von Dienstfahrten, um nur einige Beispiele zu nennen.